# Quilticohyla
Quilticohyla – rodzaj płazów bezogonowych z podrodziny Hylinae w rodzinie rzekotkowatych (Hylidae).

## Zasięg występowania
Rodzaj obejmuje gatunki występujące w zimozielonych lasach tropikalnych w południowym Meksyku, od południowego stanu Veracruz do środkowej części stanu Oaxaca i łańcucha górskiego Sierra Madre Południowa w stanie Guerrero; również we wschodniej Gwatemali.

## Systematyka

### Etymologia
Quilticohyla: nahuatl quiltic „zielony”; rodzaj Hyla Laurenti, 1768.

### Podział systematyczny
Do rodzaju należą następujące gatunki:
- Quilticohyla acrochorda (Campbell & Duellman, 2000)
- Quilticohyla erythromma (Taylor, 1937)
- Quilticohyla sanctaecrucis (Campbell & Smith, 1992)
- Quilticohyla zoque (Canseco-Márquez, Aguilar-López, Luría-Manzano, Pineda-Arredondo & Caviedes-Solis, 2017)